# Signe Giebelhausen

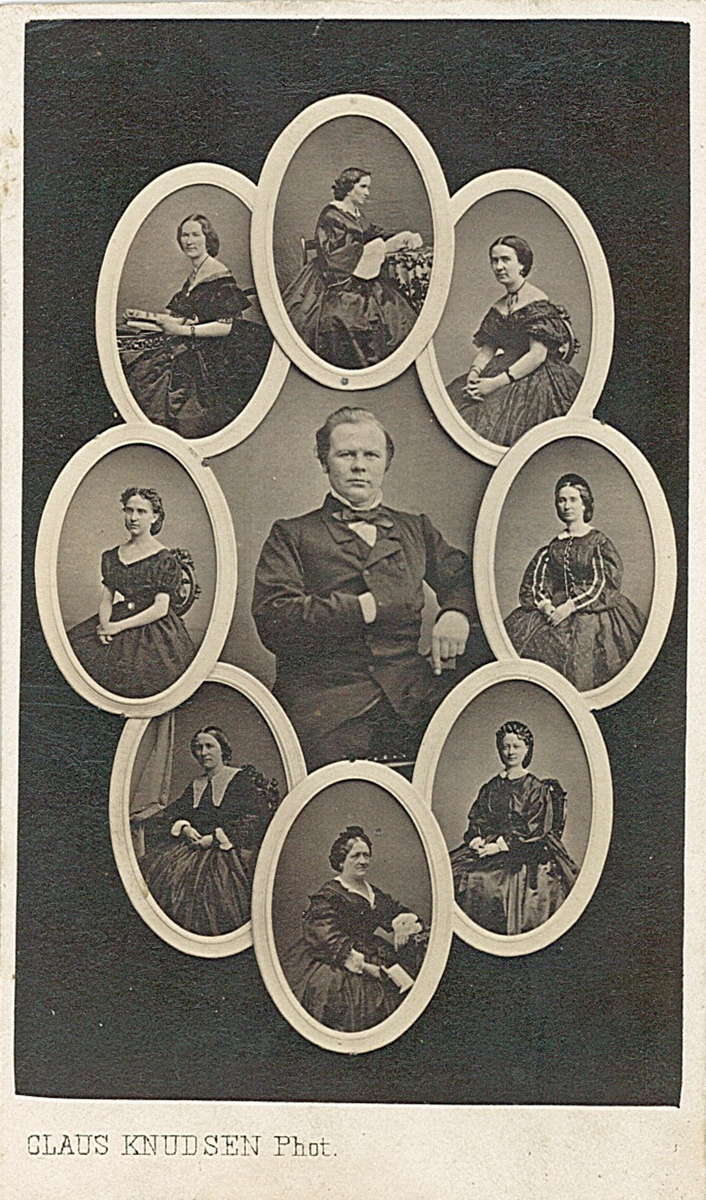
Johannes Brun i mitten med Louise Brun överst och, medsols, skådespelarkollegerna Lucie Wolf, Clara Ursin, Elisa Bidenkap, Signe Giebelhausen, Sofie Parelius, Amalie Døvle och Laura Gundersen.

Signe Giebelhausen, född Winslöw, 1811 i Köpenhamn, död 1879, var en norsk (ursprungligen dansk) skådespelare. 
Hon var dotter till den danske skådespelaren Winslöw den äldre vid kungliga teatern i Köpenhamn, där hon blev elev och även debuterade 1832. Hon var från 1833 aktiv vid Christiania Theater i Oslo, där hon hade en framgångsrik karriär. Signe Giebelhausen tillhörde den grupp bestående av Christian Jörgenseen, Peter Nielsen, Augusta Schrumpf och Emilie da Fonseca, som räknades som sin samtids elit bland Norges skådespelare kring första hälften av 1800-talet, då Christiania Theater i Oslo var Norges enda fasta teaterscen. 
Hon spelade främst äldre, kvinnliga aristokrater. Hon var gift med sin kollega, skådespelaren Christian Giebelhausen. 